# Croton acapulcensis
Croton acapulcensis es una especie de la familia Euphorbiaceae. El epíteto específico alude a que fue recolectada en Acapulco.

## Descripción
Arbusto de 1 a 3 m de alto, monoico; tallo erecto, cilíndrico, hirsuto, con pelos estrellados, sobre todo en las ramas jóvenes. Hojas oblongo- lanceoladas de 5 a 8,3 cm de largo por 2 a 3,5 cm de ancho, ápice acuminado, margen entero; pecíolo ascendente de 8 a 1.5 cm de largo, de 9 mm de largo por 1,5 mm de ancho, pubescentes. Racimo terminal, con las flores femeninas en la base y las masculinas en el ápice, de 2.5 a 5 cm de largo; flor masculina con pedicelo de 2 a 3 mm de largo hirsuto; cáliz con 5 sépalos iguales, unidos en la base, ovados de 2 a 3 mm de largo por 1,5 mm de ancho; corola con 5 pétalos iguales, libres, blancos, oblanceolados de 2.5 mm de largo por 1 mm de ancho; estambres 14 a 15, libres, amarillos, de 3 a 4 mm de largo, glabros; antera amarilla, glabra. Flor femenina ligeramente zigomórfica; pedicelo hasta de 2,2 mm de largo; cáliz con 5 (a veces 6) sépalos subiguales, oblongo lanceolados, hasta de 9 mm de largo por 3,7 mm de ancho; corola ausente; ovario esférico que al madurar se torna trilobado, hirsuto; estilos 3, ligeramente divaricados, de color café claro, hasta de 5.3 mm de largo; fruto y semillas no vistos.

## Distribución y hábitat
Se localiza en México, en el estado de Guerrero, en el municipio de Acapulco, en la Laguna de Tres Palos y el parque nacional El Veladero.
Crece en vegetación secundaria derivada de bosque tropical caducifolio, a altitudes de entre 60 y 350 m s.n.m.

## Estado de conservación
No se encuentra bajo ninguna categoría de riesgo en las normas mexicanas e internacionales (Norma Oficial Mexicana 059).